# Городище (Марганець)

Розташування селища Городище з півночі острову Городище у 1860—1880 роках

Городище — західна частина міста Марганець, старовинне козацьке селище. Знаходиться між річками Ревун (на правому боці) і його лівою притокою Томаківка (на правому боці).

## Історія
Історична частина, звідки селище зростало, розташоване на північ острова Городище, від якого відділене річкою Ревун. На острові була перша Запорозька (Томаківська) Січ, зв'язок якої з сушею возами йшов через північно-східну частину острова, через Ревун, там де розташоване історичне ядро Городища, де сходяться усі вулиці селища. Гора острову Городище височить над навколишньою місцевістю і є чудовим природним укріпленням. Тут з 1540-х років до 1593 року розміщувався Кош Запорізької Січі. В Україні топонім «Городище», «Городок» вказує на давність існування колись значного поселення-міста.
У грудні 1647 сюди втік від переслідувань польського уряду Богдан Хмельницький, який очолив незабаром визвольну війну українського народу 1648—1654 років проти шляхетської Польщі.
У 1892 році Південно-російське Дніпровське металургійне товариство закладає на півночі селища Городище перший на східній ділянці Нікопольського басейну Городищанський рудник з примітивною фабрикою для мокрого збагачення руди. Тут же почали будувати житла для адміністрації рудника й окремо — для постійних робітників. Було споруджено також кілька бараків казармового типу, в яких жили артілі сезонних найманців, що приходили сюди на заробітки в зимовий період з Київської, Орловської та інших губерній. Для сімейних будували маленькі будиночки, що складалися з двох кімнат. У них поселялося по 6-7, а іноді й 10 осіб. Так виникло селище Закам'янка, що виросло за річкою Кам'янка, правої притоки річки Томаківка. Незабаром у Городищі збудували церкву, молитовний будинок, з'явилися питні заклади. Була єдина церковноприхідська школа, де працював один вчитель і займалися 32 учні.
У 1902—1904 роках на півночі Городища була прокладена Катерининська залізниця, що зв'язала Кривий Ріг з Олександрівськом (нині Запоріжжя). Згодом північна частина Городища на північ від залізниці прозвалася селом Максимівка, що активно забудовувалася й де була розташована Городищанська рудня. 1904 року на сході від селища за річкою Томаківка було збудована залізнична станція Марганець, що й згодом закріпилася за містом. На захід від Максимівки виросло село Підгора.
Найбільший страйк робітників Городищанської рудні почався 25 травня 1905 року й тривав кілька днів.
У 1907 році у зв'язку з відпрацюванням Закам'янської ділянки Городищанської рудні поблизу станції Марганець були започатковані нові розробки. Тут вже роботи були на вищому технічному рівні, де побудували електромеханічні майстерні, електростанцію, мийки, адміністративні будівлі й житла для постійних робітників (у районі сучасного вокзалу). Чисельність постійних гірняків Городищенської рудні не перевищувала 600 осіб.
З початку квітня 1918 року до кінця 1918 року владу Української держави підтримували австро-німецькі війська. Тоді марганцева руда вивозилася у Німеччину.
На півночі Максимівки організувався колгосп.

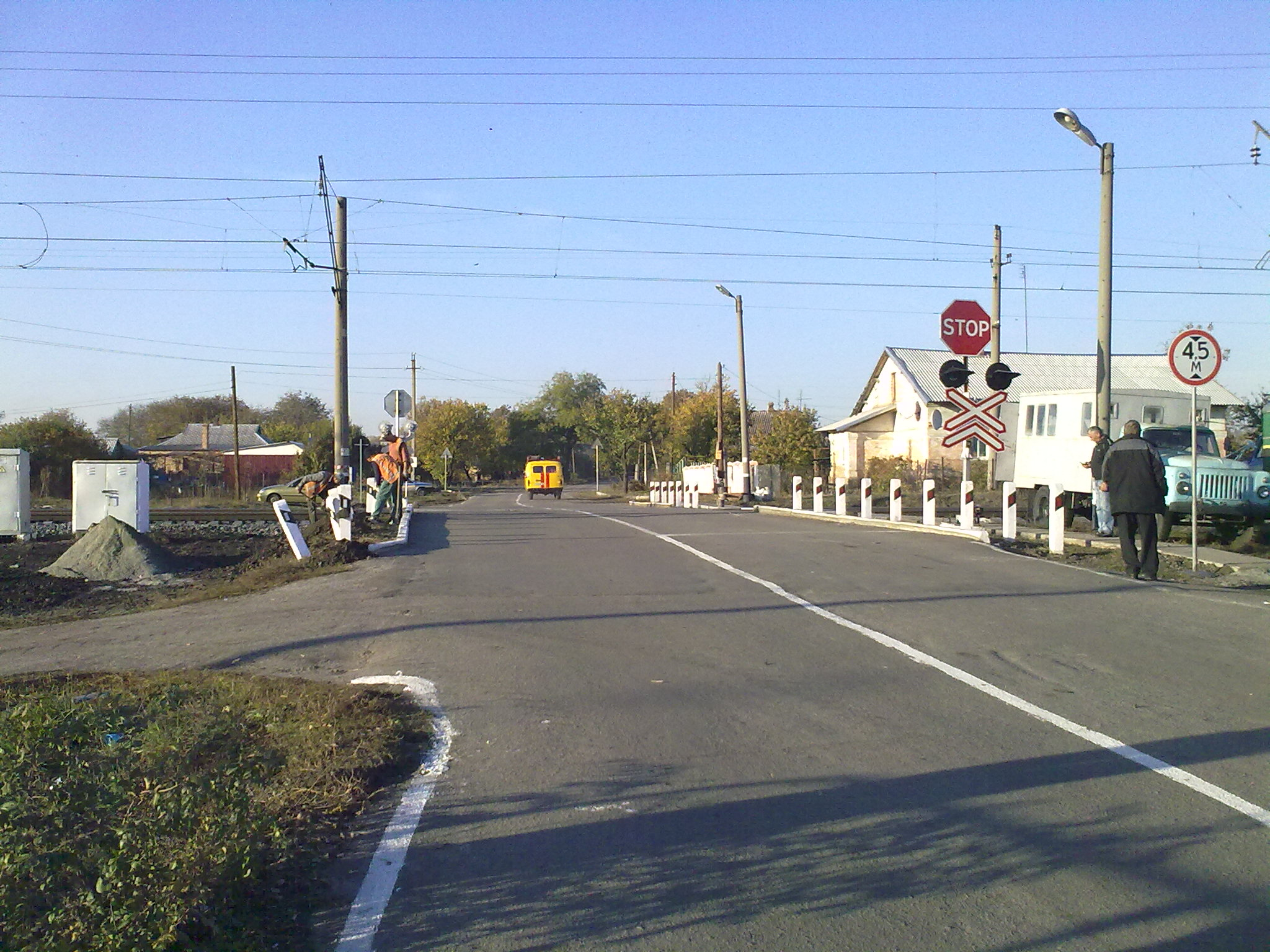
Городищанський залізничний переїзд, де сталася трагедія, дивлячись на північ на Максимівку.

На залізничному переїзді з Городища у Максимівку 12 жовтня 2010 року сталася жахлива трагедія — тут стикнувся автобус з залізничним локомотивом, у результаті чого понад 40 пасажирів загинуло.

## Сьогодення
До Городища історично ходить автобус № 1, що проходить через усі райони міста до центру Марганця й вокзалу.
У селищі існує 11-річна школа, православна церква, молитовний будинок, базар, залізнична платформа 116 км. У Максимівці існує 11-річна школа № 7, парк імені Шевченка, поліклініка (колишня амбулаторія), дитячій садок.
У Максимівці на північ від траси Нікополь-Запоріжжя існував колгосп.